# Cafe du Cinema
『Cafe du Cinema』（カフェ・ド・シネマ）は、石川テレビ放送で放送されている映画情報番組。
2005年1月から2016年3月まではレギュラー番組として土曜日の18時台に放送。レギュラー放送終了後、2016年4月から2017年3月までは『リフレッシュぷらす』、2017年4月からは『石川さん情報Live リフレッシュ』の1コーナーとして月に2回程度放送されている。

## 概要
映画館（ワーナー・マイカル・シネマズ金沢）の中にある架空のメイドカフェを舞台に、店員（リポーター）のhikaru・ミサキ・まりあ・Ricoの計4人が最新の映画を紹介する。また、東京支店長としてフジテレビアナウンサー（当時）の笠井信輔が登場していた。
初代のMCであるやなたまこと矢内環（元石川テレビアナウンサー）は石川テレビ退社のため、2007年6月30日の放送で番組を卒業したが、翌週の放送分にも出演していたため実際は7月7日が最後の出演となっている。
番組のリニューアルとともに衣装であるメイド服も新しくなっているが、その新衣装はプロデュースが映画監督の樋口真嗣、デザインが出渕裕（襟の部分にはいわゆる出渕穴もデザインされている）、製作が劇団☆新感線の衣装担当竹田団吾と、地方局の番組としては異例の豪華メンバーによって製作されている。

## 出演者

### 現在
- きのせひかる（「hikaru」、2011年2月 - ）
- 相沢美紗樹（「ミサキ」、2011年10月 -）
- 江渡万里彩（「まりあ」、2011年10月 - ）
- 「Rico」（2012年4月 - ）

### 過去の出演者
- 矢内環（初代MC「やなたま」、2005年1月 - 2007年6月）
- 小林史子（2代目MC「こばこ」、2007年7月 - 2009年3月）
- 小野木梨衣（3代目MC「Lee」、2009年4月 - 2012年3月） - 2017年3月までは「東京支店長」としても出演。
- 中谷奈津子（やなたまに続く新人店員「はんたま」、 - 2009年8月29日）
- 柴崎美穂（「まめしば」、2010年5月 - ）
- 弘松優衣（ナレーション、2016年4月 - 2017年3月）
- たまこ
- ナガジ～
- 「マダムるり子」（2012年4月 - ）※案内役（ナレーション）

## 放送時間

### レギュラー放送時代
2005年1月 - 2010年4月
- 土曜日 18:00 - 18:15

2010年5月 - 2011年9月
- 土曜日 18:10 - 18:30

2011年10月 - 2016年3月
- 土曜日 18:00 - 18:20（日曜日深夜に再放送）

### レギュラー放送終了後
2016年4月 - 2017年3月
- 土曜日 16:30 - 17:25
  - 『リフレッシュぷらす』の1コーナーとして隔週放送。コーナーは17時台に放送。

2017年4月 -
- 金曜日 9:55 - 10:50
  - 『石川さん情報Live リフレッシュ』の1コーナーとして不定期放送。

## 補足
本来、この時間のフジテレビ系列では地域限定スポンサードネット番組『ミュージックフェア』が放送されているが、石川テレビでは『ミュージックフェア』が地域限定スポンサードネット番組に移行した1981年10月以降、スポンサードネットから漏れたままのため、当該時間帯を自主編成によって穴埋めを行っている。なお、『ミュージックフェア』は1981年9月までネットワークセールス枠だったため、石川テレビでも同時ネットで放送されていた。
レギュラー放送時代の放送時間は、2010年4月まで、2011年9月までは。また、月曜日未明（日曜日深夜）に再放送が行われていた。
地上デジタルテレビ放送移行前はアナログ放送ではレターボックスで放送されていた。